# ان‌جی‌سی ۵۳۱۵
ان‌جی‌سی ۵۳۱۵ (انگلیسی: NGC 5315) یک سحابی سیاره‌ای در صورت فلکی دوپرگار است. این سحابی توسط ستاره شناس رالف کوپلاند در سال ۱۸۸۳ کشف شد.